# Pohlia pseudodefecta
Pohlia pseudodefecta là một loài rêu trong họ Bryaceae. Loài này được Ochi mô tả khoa học đầu tiên năm 1956.